# Cayes-Jacmel
Cayes-Jacmel, in creolo haitiano Kay Jakmèl, è un comune di Haiti facente parte dell'arrondissement di Jacmel nel dipartimento del Sud-Est.